# Celebritat

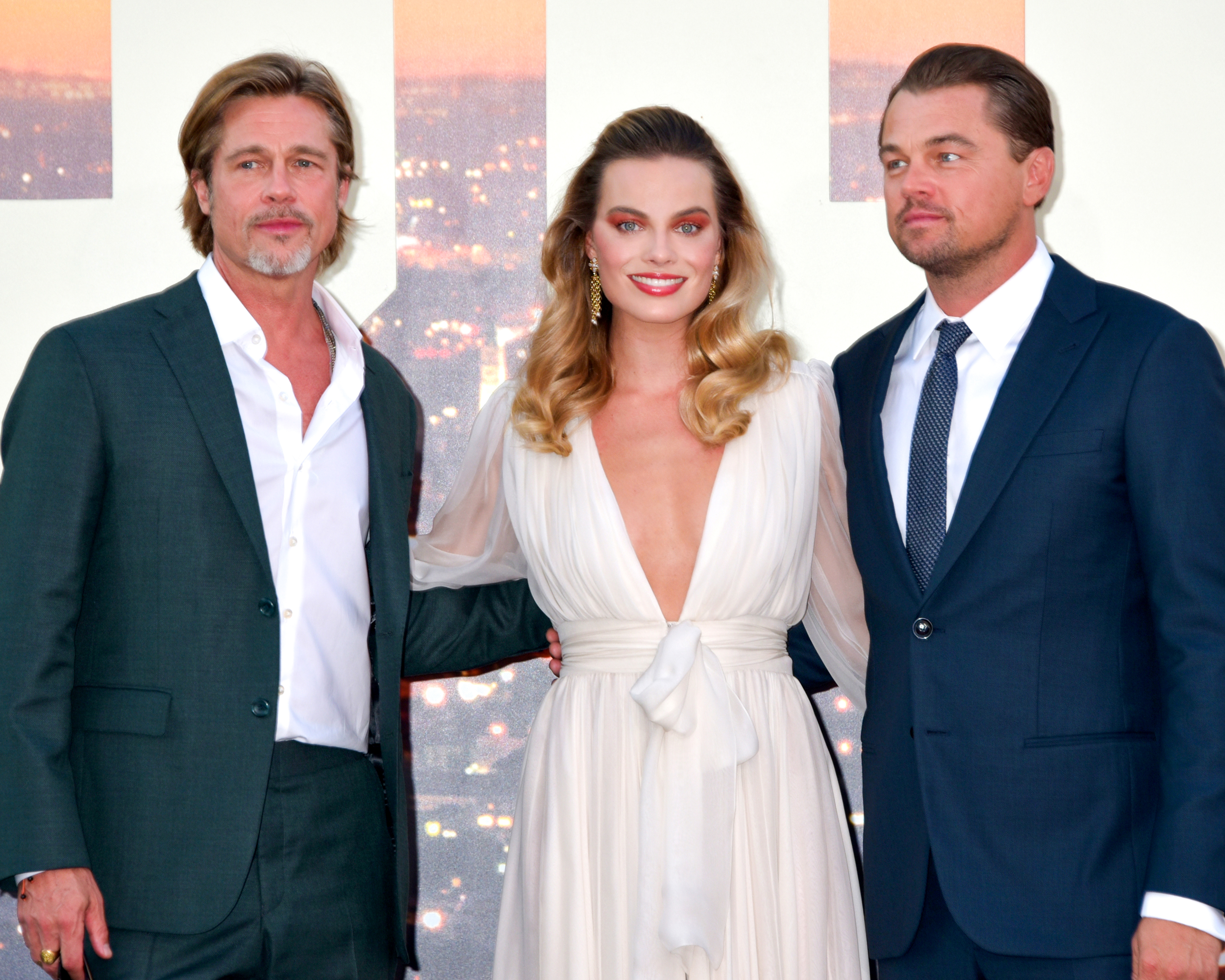
Brad Pitt, Margo Robbie, and Leonardo DiCaprio in 2019 by Glenn Francis

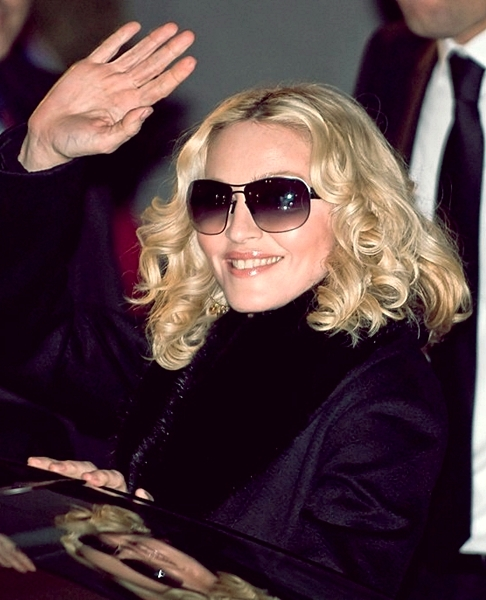
La fama de Madonna ha donat origen a nombrosos estudis acadèmics.

Celebritat es refereix a la fama i l'atenció pública atorgada pels mitjans de comunicació a individus o grups o, ocasionalment, animals, però per regla general s'aplica a les persones o grups de persones —parelles de celebritats, famílies— que reben aquest estat de fama i atenció. L'estatus de celebritat sovint s'associa amb la riquesa —comunament coneguda com a fama i fortuna—, mentre que la fama sovint dona ocasió d'oportunitats per obtenir ingressos.
Les carreres reeixides en esports s'associen comunament amb l'estatus de celebritat, mentre que els líders polítics sovint es tornen en celebritats. Les persones també poden convertir-se en celebritats degut a l'atenció dels mitjans sobre el seu estil de vida, riquesa o accions controvertides, o per la seva connexió amb una persona famosa.

## Història
Els atletes a l'antiga Grècia van ser rebuts com a herois, tenien cançons i poemes escrits en el seu honor, i se'ls regalava menjar gratis i obsequis d'aquells que buscaven el suport de celebritats. [ L'antiga Roma també va lloar als actors i gladiadors notoris, i Juli Cèsar va aparèixer a una moneda a la seva pròpia vida —una desviació de la descripció habitual de les batalles i el llinatge diví.
A començaments del segle xii, Thomas Becket es va fer famós després del seu assassinat. Va ser promogut per l'Església Cristiana com a màrtir i imatges d'ell i les escenes de la seva vida es van generalitzar en pocs anys. En un patró repetit sovint, el que va començar com una explosió de popularitat —sovint referit amb el sufix «mania»— es va convertir en una fama perdurable: els pelegrinatges a la Catedral de Canterbury on va ser assassinat es van posar a l'instant de moda i la fascinació per la seva vida i la mort ha inspirat jocs i pel·lícules.
Com un fenomen social, la celebritat depèn dels mitjans de comunicació i es pot veure ja en el segle xv, quan la premsa va començar a afermar-se. Al 1616, l'any de la mort de William Shakespeare es van publicar 25 llibres de «notícies» a Anglaterra, dels quals quasi el 30% dedicat a les figures públiques com la reina Elisabet I.
El culte a la personalitat es remunta als romàntics al segle xviii, l'aliment dels quals com a artistes i poetes depenia de la vigència de la seva reputació. L'establiment de punts culturals es va convertir en un factor important al procés de generació de fama: per exemple, Londres i París en els segles xviii i xix. Els diaris van començar a incloure columnes de xafarderies, i uns certs clubs i esdeveniments es van convertir en llocs per ésser vistos a fi de rebre publicitat.
La indústria del cinema es va estendre per tot el món en la primera meitat del segle XX i amb ella el concepte ara familiar de les cares instantàniament recognoscibles de less seves estrelles. Tanmateix, la celebritat no sempre va estar lligada als actors de les pel·lícules, especialment quan el cinema començava com un mitjà. Com diu Paul McDonald a The Star System: Hollywood's Production of Popular Identities, «a la primera dècada del segle xx, les companyies de producció de pel·lícules dels Estats Units van retenir els noms dels actors, malgrat les sol·licituds de les audiències, per temor a que el reconeixement públic impulsés els artistes a demanar salaris més alts».
La fascinació del públic va anar molt més enllà de les gestes a la pantalla de les estrelles i les seves vides privades es van convertir en notícies principals: per exemple, a Hollywood els matrimonis d'Elizabeth Taylor i a Bollywood els assumptes de Raj Kapoor a la dècada de 1950. La segona meitat del segle va veure la televisió i la música popular portar noves formes de celebritat, com l'estrella de rock i el grup pop, personificats per Elvis Presley i The Beatles, respectivament. L'altament controvertida cita de John Lennon de 1966: «Ara som més populars que Jesús», que més tard va insistir que no era una jactància, i que no s'estava comparant de cap manera amb Crist, dona una idea de l'adulació i la notorietat que la fama pot portar. La societat de massa, juntament amb el fort desenvolupament de la indústria cultural, va potenciar la creació i el culte a la celebritat, el que porta a la profecia d'Andy Warhol que «en el futur tot el món tindria 15 minuts de fama». Aquest fenomen va cobrar impuls amb els mitjans digitals i Internet, tant accelerar el procés d'aparició de celebritats com fent-los més efímera.
Als anys seixanta i principis dels setanta, la indústria editorial de llibres va començar a persuadir a les principals celebritats a posar els seus noms en autobiografies i d'altres títols en un gènere nomenat «publicació de celebritats». En la majoria dels casos, el llibre no va ser escrit pel mateix personatge, sinó per un escriptor fantasma, però la celebritat va estar disponible per fer una gira de llibres i aparicions en programes d'entrevistes.

## Convertir-se en una celebritat

### Èxit

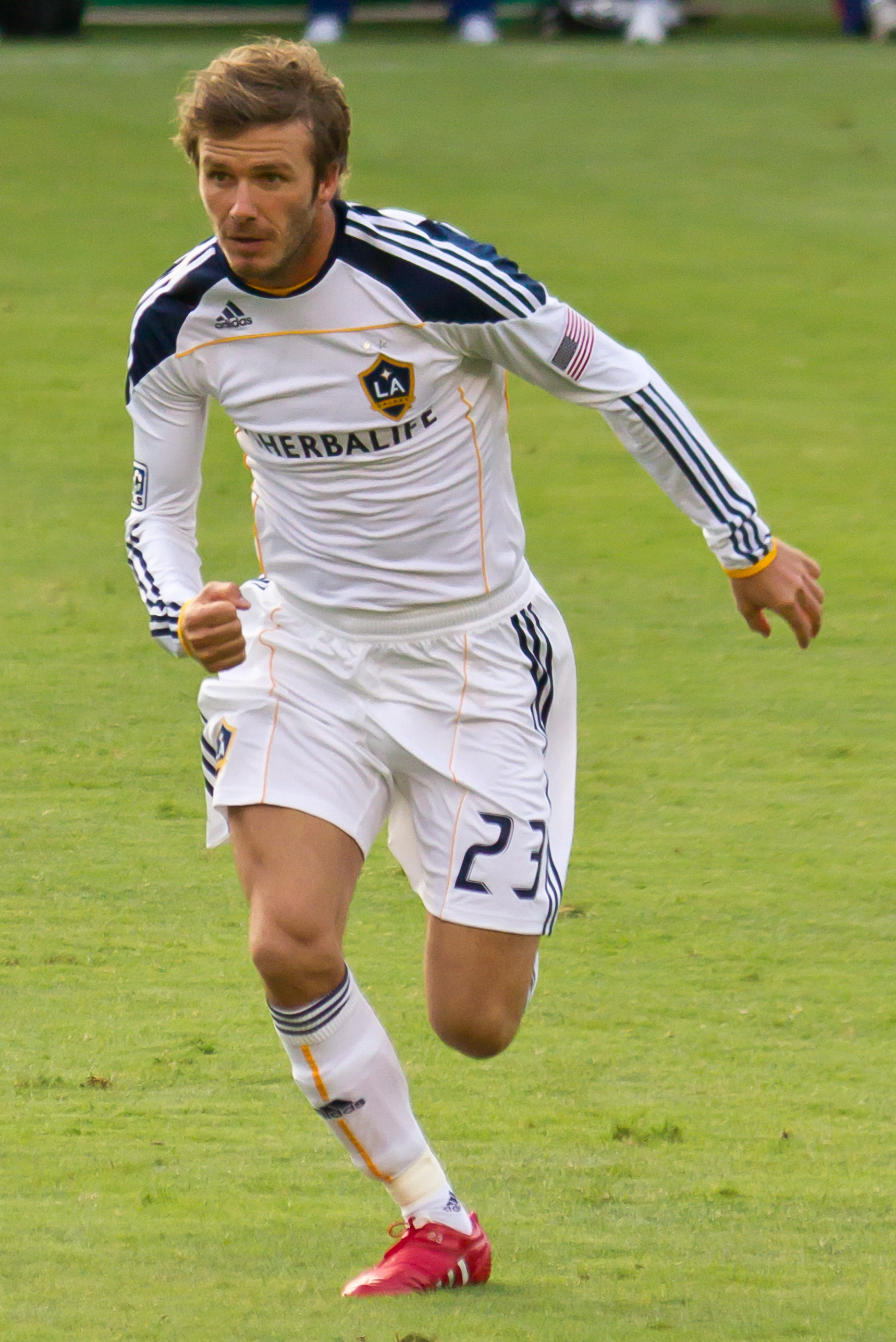
David Beckham és una celebritat no només pels seus èxits esportius, sinó també per la seva moda, la garantia dels seus productes i el seu matrimoni amb la cantant convertida en dissenyadora de moda Victoria Beckham.

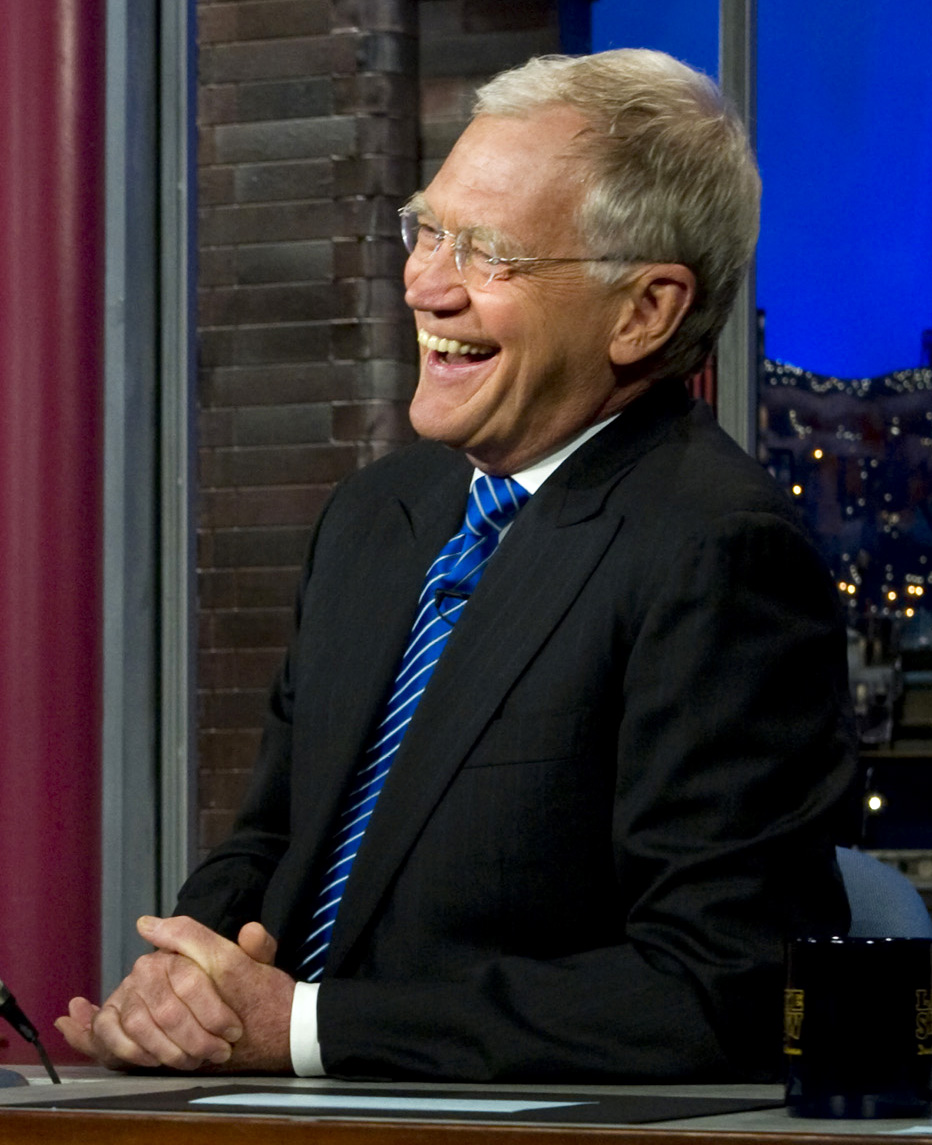
David Letterman, ex presentador d'un programa d'entrevistes nocturn als Estats Units.

Sens dubte, no hi ha garanties d'èxit perquè una persona es converteixi en una celebritat. Encara que les celebritats provenen de diferents camps de treball, la majoria de les celebritats acostumen a associar-se amb els camps de l'esport i l'entreteniment, o una persona pot ser una figura pública reconeguda comunament en els mitjans de comunicació de masses amb elogis comercials i crítics.
Encara que el glamour i la riquesa sens dubte tenen un paper únic per a celebritats famoses, la majoria de les persones en els àmbits d'esports i entreteniment, ja sigui música, cinema, televisió, ràdio, modelatge, comèdia, literatura, etc. viuen en l'obscuritat i només un petit percentatge aconsegueixen fama i fortuna.

### Dificultat
Un gran nombre d'atletes que no poden esdevenir professionals prenen una segona feina o també de vegades abandonen les seves aspiracions atlètiques per poder arribar cap al final de mes. Un petit percentatge d'animadors i atletes poden guanyar-se la vida dignament, però una gran majoria dedicarà les seves carreres al treball dur, la determinació, el rebuig i la desocupació freqüent. Per a les lligues menors als atletes afeccionats, els guanys en general es troben a l'extrem inferior de l'escala salarial. Molts d'ells han de treballar en altres llocs secundaris o també s'aventuren en altres ocupacions dintre del camp dels esports com ara l'entrenament, l'administració general, l'arbitratge o la búsqueda d'atletes emergents.

### Convertir-se en una celebritat als Estats Units
El Screen Actors Guild, un sindicat que representa actors i actrius de Hollywood, informa que l'actor mitjà de televisió i cinema guanya menys de 50,000 $ US a l'any; el salari mitjà per hora per als actors va ser de 18.80 $ al maig de 2015. Els actors de vegades alternen entre teatre, televisió i cinema o fins i tot es ramifiquen en altres ocupacions dintre de la indústria de l'entreteniment com convertir-se en cantant, comediant, productor, o un presentador de televisió per estar diversificat monetàriament, ja que fer un concert es paga comparativament poc. Per exemple, David Letterman és ben conegut per ramificar-se a la televisió nocturna com a presentador d'un programa d'entrevistes mentre perfeccionava les seves habilitats com a comediant. Barbra Streisand es va aventurar en l'actuació, mentre esperava triomfar com a cantant, o Clint Eastwood, que va assolir una fama encara més gran a Hollywood com a director de cinema i productor que per les seves actuacions. D'acord amb el magnat d'entreteniment dels Estats Units «Master P», els artistes i atletes professionals en representen menys de l'1% de tots els milionaris a tot el món.

## Riquesa

### Forbes Celebrity 100

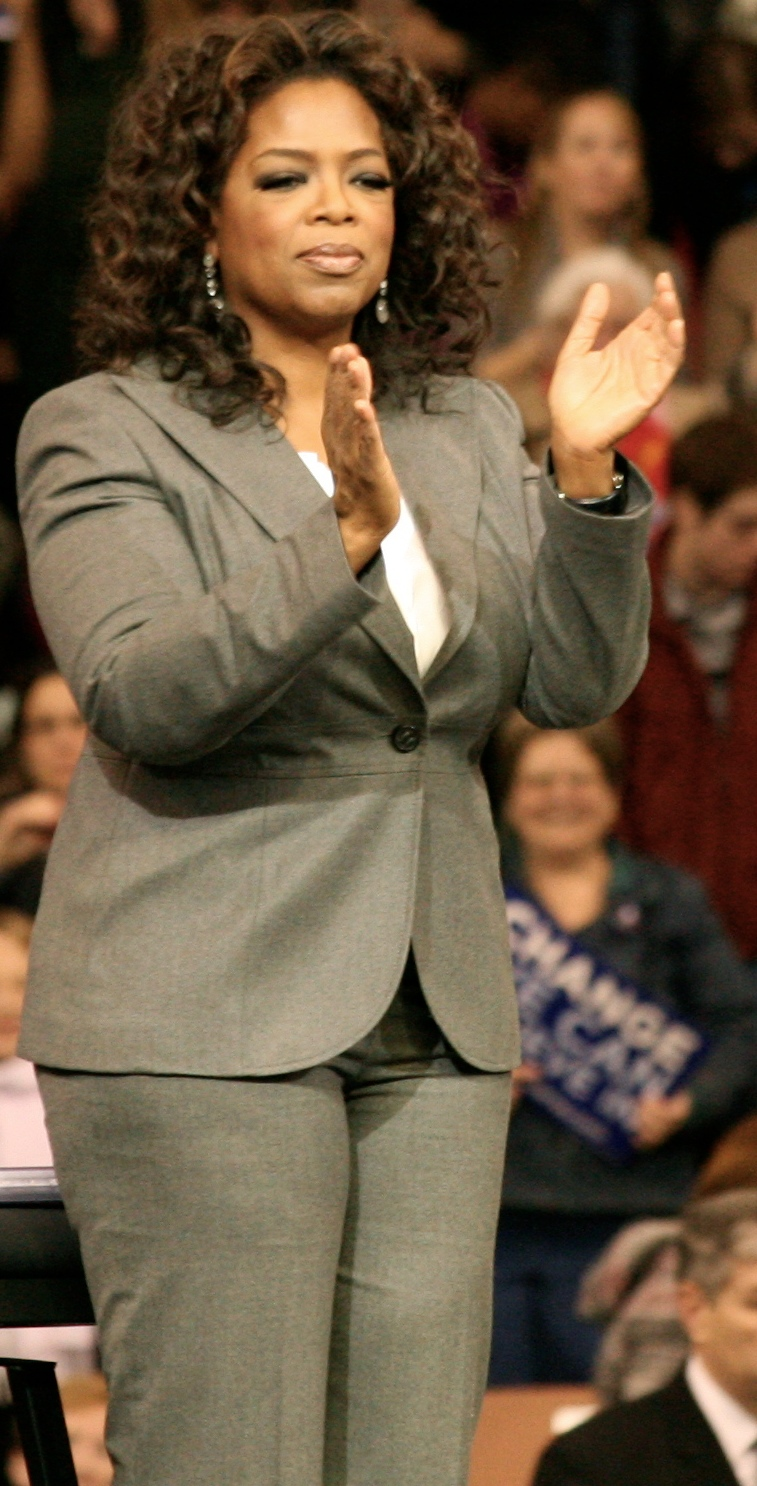
Oprah Winfrey.

La revista Forbes publica una llista anual de «Forbes Celebrity 100» de les celebritats millor pagades del món. Els guanys totals dels 100 guanyadors més alts van totalitzar 4.5 mil milions $ al transcurs de l'any 2010.
Per exemple, Forbes va classificar la magnat dels mitjans i presentadora del programa d'entrevistes, Oprah Winfrey, com la principal guanyadora «en la classificació anual de les celebritats més poderoses de la revista Forbes», amb guanys de 290 milions $, l'any 2009. Forbes cita que Lady Gaga va guanyar més de $ 90 milions en 2010 $. Al 2010, el golfista Tiger Woods va ser un dels atletes de celebritats amb més grans ingressos, amb 75 milions $, i constantment està classificat com un dels atletes millor pagats del món. Al 2013, Madonna va ser classificada com la cinquena celebritat guanyadora més poderosa de l'any amb guanys de 125 milions $. Es troba constantment entre les celebritats més poderoses i amb un més gran guany en el món, ocupant el tercer lloc en Forbes Celebrity 100 del 2009 amb 110 milions de guanys $, i obtenint el desè lloc a l'edició del 2010 de la llista amb guanys anuals equivalents a 58 milions $.

### Empreniment
Nombroses celebritats s'han aventurat a convertir-se en magnats de negocis i s'han establert com a empresaris, idolatrant molts líders empresarials dels Estats Units coneguts com a Bill Gates i Warren Buffett. Per exemple, la llegenda del bàsquet Michael Jordan es va convertir en un empresari actiu involucrat amb moltes empreses esportives relacionades incloent la inversió d'una participació minoritària als Charlotte Hornets. Paul Newman va començar el seu propi negoci de salsa per a amanides després de deixar enrere una carrera d'actuació distingida, i el músic de rap Birdman va fundar el seu propi segell discogràfic, línia de roba i una empresa petroliera, mantenint una carrera com a artista de música rap. Altres celebritats com Tyler Perry, George Lucas i Steven Spielberg s'han convertit en empresaris amb èxit en fundar les seves pròpies companyies de producció cinematogràfica i dirigir els seus propis estudis de cinema més enllà de les seves activitats tradicionals d'escriptura de guions, direcció, animació, producció i actuació.
Les revistes sensacionalistes i els programes televisius de televisió concedeixen una gran atenció a les celebritats. Per romandre en l'ull públic i construir riquesa a més a més del seu treball assalariat, nombroses d'elles han participat i s'han diversificat en diverses empreses comercials. Molts personatges han participat en diferents oportunitats de patrocini que inclouen: animació, publicació, disseny de moda, cosmètics, productes electrònics de consum, articles i electrodomèstics, cigarrets, refrescs i begudes alcohòliques, cura del cabell, perruqueria, disseny de joies, menjar ràpid, targetes de crèdit, videojocs, escriptura i joguines.
Diversos exemples de celebritats convertides en]empresaris estan inclosos en la següent taula: 
| Celebritat            | Valor net (2013–14) US$ | Fonts de riquesa |
| --------------------- | ----------------------- | --- |
| Oprah Winfrey         | US $ 2.9 mil milions    | Les fonts principals són televisió, ràdio i cinema. Participacions comercials addicionals a Harpo Productions i Oprah Winfrey Network amb interessos en cinema, televisió, revistes, llibres, conferències i publicacions. |
| Madonna               | US $ 1 mil milions      | Les principals fonts de riquesa inclouen guanys de música, moda, gires musicals, producció de pel·lícules i de discs. Va fundar el seu propi segell discogràfic, Maverick Records establert en la dècada de 1990. Guinness World Records la va nomenar com la cantant femenina més venuda de tots els temps amb més de 300 milions d'àlbums en la seva carrera. El total de vendes rècord de 500,000,000 (més de 300,000,000 d'àlbums i 200,000,000 de singles) també s'agrega al seu valor net el seu Sticky and Sweet Tour, que és la gira en solitari més d'èxit de tots els temps, assolin un total brut de 408,000,000 $. El recorregut MDNA que és la segona gira més taquillera de qualsevol artista femenina darrere la gira Sticky and Sweet de Madonna va atreure a més de 2.2 milions de fanàtics i va recaptar 305 milions $ en vendes d'entrades i 75 milions $ addicionals en vendes de mercaderia, agregat al seu patrimoni net. L'any 2012, també va guanyar 10 milions $ en drets de TV i DVD, 60 milions $ de la seva línia de perfums Truth or Dare i va guanyar 11 milions $ de la inversió realitzada de 2 milions $ en Vita Coco.                                                              |
| 50 Cent               | US$140 milions          | Les fonts principals inclouen música, pel·lícules i televisió. Diverses empreses externes inclouen publicitat d'esports amb Reebok i la seva companyia de roba, els videojocs G-Unit Clothing Company, segells : G-Unit Records i G-Note Records. Participacions addicionals en productes electrònics de consum com ara audiòfons SMS Audio, suplements dietètics, Pure 50 RGX Body com una empresa conjunta amb Right Guard, begudes que inclouen la seva empresa Vitamin Water Drink amb Glaceau i Street King begudes energètiques, fragàncies i cosmètics, disseny de moda i roba, videojoc 50 Cent: Bulletproof, llibres, ràdio, publicació musical, televisió i producció de pel·lícules (Cheetah Visió, gestió del talent que inclou promoció de la boxa, béns arrels i d'altres inversions. |
| Jay-Z                 | US$ 520 milions         | Les fonts principals estan la major part en joc, en Roc Nation, Carol's Daughter, Brooklyn Nets i, més significativament, el propi Barclays Center, a la vegada que agrega noves associacions amb Duracell, Budweiser i D'ussé Cognac de Bacardi. Barres i discoteques, llibres, línia de roba Rocawear, desenvolupament de béns arrels que inclou el Centre de Barclay, a qui va vendre la seva participació de 1,5 milions al setembre de 2013. Música itinerant, edició musical, casinos, publicitat, d'altres inversions dintre de la seva empresa (Gain Global Investments LLC). |
| Sean Combs            | US $ 700 milions        | Principals fonts a la televisió, cinema i música. Altres possessions inclouen la discoteca Bad Boy Records, disseny de modes i Sean John Clothing Line, concretament el seu acord amb Diageo's Ciroc, restaurants, vodka, producció televisiva, educació comercial i fragàncies. Combs també té una important participació d'accions a Revolt TV, una xarxa de televisió recentment llançada. |
| Martha Stewart        | US$ 970 milions         | Fonts principals en ràdio, televisió, cinema i la seva empresa Martha Stewart Living Omnimèdia, que inclou interessos en la producció de televisió, revistes, llibres de cuina i productes de cuina per a la llar i d'altres com a manuals d'instruccions per al decorador de cases. Les fonts restants inclouen empreses relacionades amb Internet, programes de ràdio per satèl·lit, blocs, publicacions, llibres i comercialització al detall. |
| Magic Johnson         | US $ 700 milions        | Principals fonts a la televisió i esports. Altres propietats inclouen la cadena de promoció i teatre Magic Johnson Theatres, estudis de cinema, serveis de menjar, cafeteries, equips esportius (participació minoritària a Los Angeles Lakers), i conferències. Com president de CEO de Magic Johnson Enterprises, Johnson és propietari de cinemes, restaurants i gimnassos. També posseeix una participació en Los Angeles Dodgers junt amb diverses societats amb Starbucks, 24 Hour Fitness, TGI Fridays, AMC Theaters, va invertir en béns arrels urbans i companyies de serveis financers que atenen als mercats desatesos dels Estats Units a través dels seus fons Canyon-Johnson i Yucaipa-Johnson. Altres empreses involucren inversions en veïnats pobres, incloent una cadena nacional de "Magic Johnson Theaters" (ara propietat d'AMC Theatres), una companyia de promocions i l'estudi de cinema The Magic Johnson Entertainment. Fins a 2010, tenia una participació de 10 milions $, als Lakers i va exercir com a vicepresident de l'equip. Un altre projecte important és amb Aon Corp., amb seu a Chicago, una companyia de serveis d'assegurances dissenyada per promoure negocis de minories. |
| Arnold Schwarzenegger | US$100 -$800 milions    | Les principals fonts inclouen pel·lícules i culturisme. Possessions més petites en diversos negocis globals, restaurants, béns arrels, Planet Hollywood i d'altres inversions. |

Encara que algunes celebritats han aconseguit un èxit financer addicional a partir de diverses empreses comercials, la gran majoria no són homes de negocis brillants i encara depenen de salaris per guanyar-se la vida. Se sap que la majoria de les empreses i inversions tenen una taxa de fallida del 90 al 95 per cent dintre dels primers cinc anys de funcionament. No totes les celebritats finalment tenen èxit amb els seus propis negocis i d'altres activitats paral·leles relacionades. Algunes se n'han anat a la fallida com a resultat [e fer incursions en aquests negocis secundaris. Encara que alguns podrien qüestionar aquesta validesa, ja que les celebritats són ben conegudes, tenen un atractiu massiu i estan ben exposades al públic en general. L'empresari mitjà que no és ben conegut i de bona reputació per al públic en general, no té la mateixa flexibilitat de mercat i statu quo que la majoria de les celebritats en té. Per tant, en comparació amb la persona mitjana que inicia un negoci, les celebritats ja tenen totes moltes probabilitats al seu favor. Això significa que poden tenir un avantatge injust per exposar les seves empreses comercials i garanties i poden capturar fàcilment una quantitat de participació de mercat més significativa que l'empresari mitjà.

## Famós per ésser famós

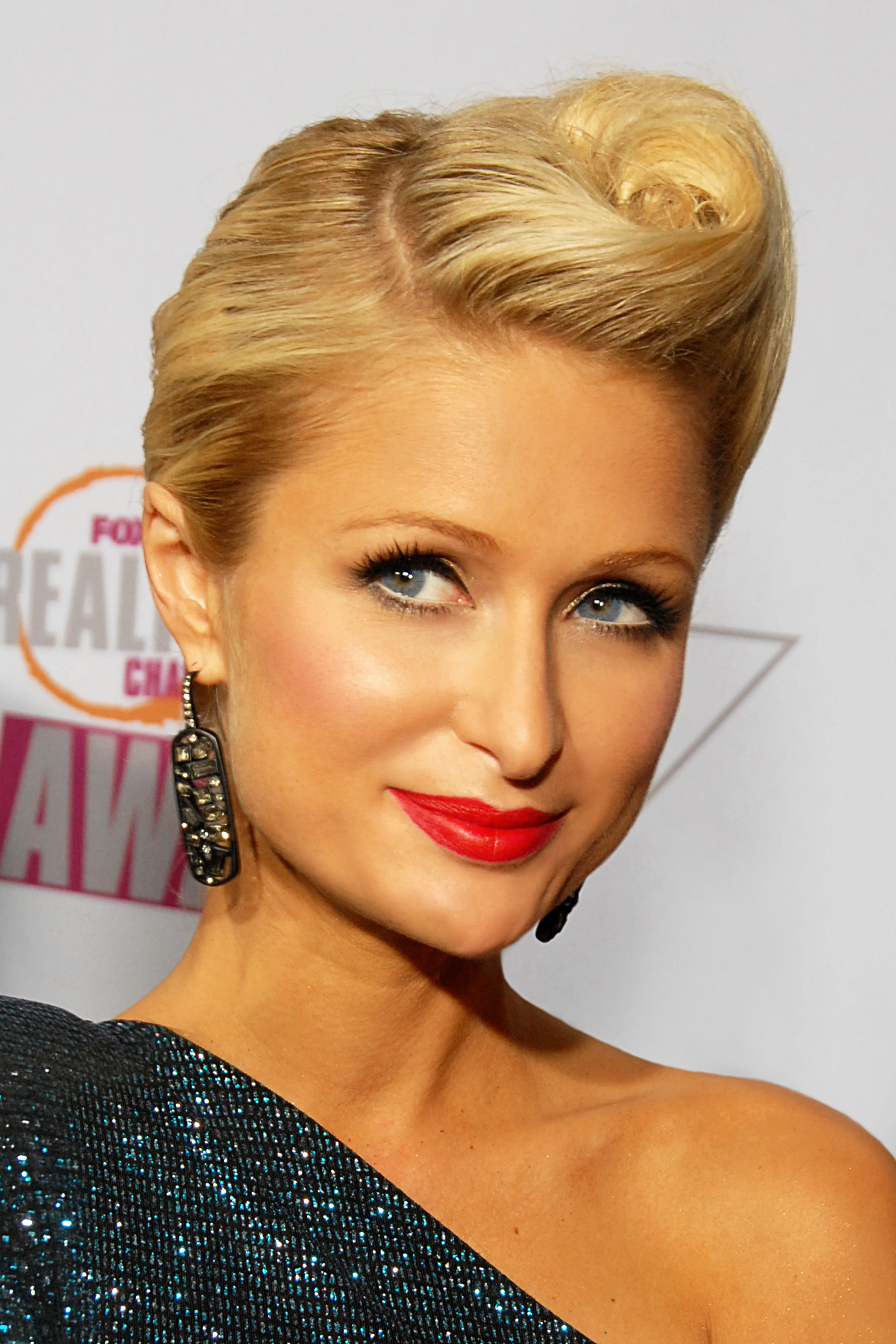
La socialité dels Estats Units Paris Hilton va ser una de les primeres celebritats que es va descriure com «famosa per ésser famosa», i de llavors ençà ha expandit la seva marca a un imperi multimilionari.

Famós per ésser famós, e] la terminologia de la cultura popular, es refereix a algú que assoleix l'estatus de celebritat sense una raó particular identificable, o que arriba a la fama a través de l'associació amb una celebritat. El terme és pejoratiu, el que suggereix que l'individu no té talents o habilitats particulars. També quan la seva fama sorgeix d'un talent o acció particular de la seva part, el terme de vegades encara s'aplicarà si la seva fama es percep com a desproporcionada respecte del que van guanyar mitjançant el seu propi talent o treball.

## Fenomen dels mitjans de comunicació

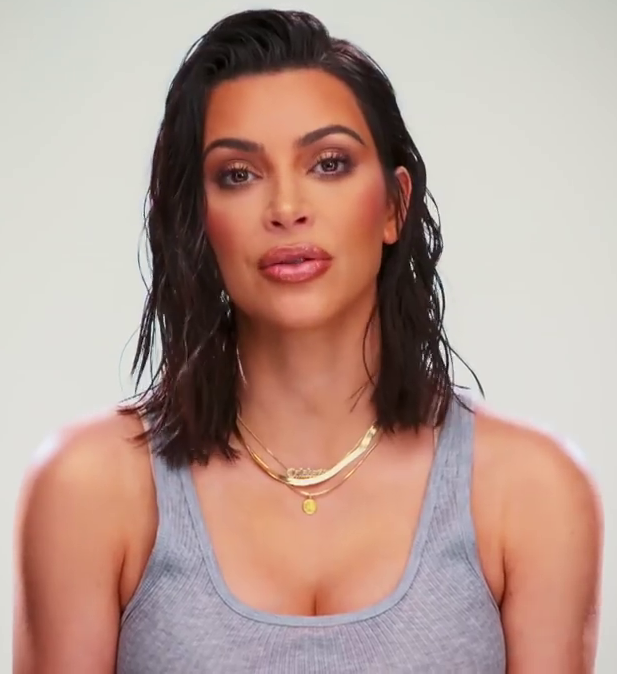
Kim Kardashian, estrella de «reality TV»

Les celebritats sovint tenen fama comparable a la reialesa. Com a resultat, n'hi ha una gran curiositat pública sobre els seus assumptes privats. El llançament de la cinta de sexe de Kim Kardashian amb el ràper Ray J el 2003 la va portar a un nou nivell de fama, que va donar lloc a portades de revistes, ofertes de llibres i sèries de televisió.
Les celebritats poden sentir ressentiment pels seus elogis, i el públic pot tenir una relació d'amor / odi amb les celebritats. A causa de l'alta visibilitat de la seva vida privada, els seus èxits i deficiències que sovint es donen a conèixer. Els personatges es presenten alternativament com a brillants exemples de perfecció, quan obtenen premis, o com ara decadents o immorals si s'associen amb un escàndol. Quan es veu amb una llum positiva, les celebritats són retratades amb freqüència com a posseïdores de virtuts més enllà de la gent mitjana; per exemple, els actors celebren de forma rutinària l'adquisició de nous contractes necessaris per filmar un paper dintre d'un temps molt breu, i a un nivell que sorprèn els professionals que els entrenen. Així mateix, algunes celebritats amb poca educació formal de vegades poden presentar-se com a experts en qüestions complicades. Algunes són molt eloqüents amb les seves opinions polítiques. Per exemple, Matt Damon va expressar el seu descontentament] amb la nominada a la vicepresidència pels Estats Units el 2008, Sarah Palin, i amb la Crisi del sostre de deute dels Estats Units del 2011.

## Celebritats d'Internet

### Fama en línia a l'Àsia
Un informe de la BBC va destacar una tendència de fa molt de temps de celebritats asiàtiques d'Internet, com la celebritat xinesa Wang Hong (nom de naixement, Ling Ling). [58] Segons la BBC, hi ha dos tipus de celebritats en línia a la Xina: les que creen contingut original, com Papi Jiang, a qui les autoritats xineses censuren regularment per maleir en els seus vídeos, i aquells com Wang Hong i Zhang Dayi, que entren a la segona categoria, ja que tenen negocis de roba i cosmètics a Taobao, l'equivalent de la Xina d'Amazon.com. [58]

### Xarxes socials i allotjament de vídeos
La majoria de les celebritats d'alt perfil participen en xarxes socials i plataformes d'allotjament de fotografies o vídeos com YouTube, Twitter, facebook, Instagram i Snapchat. Els llocs de xarxes socials permeten a les celebritats comunicar-se directament amb els seus seguidors, eliminant l'intermediari conegut com els mitjans tradicionals. Les xarxes socials humanitzen a les celebritats d'una manera que desperta la fascinació pública com l'ho evidencia l'èxit de revistes com Us Weekly i People Weekly. Blogs també han donat lloc a estrelles com Pérez Hilton, que és bé conegut no solament pels seus blocs, sinó també per l'outing de celebritats. Els llocs de xarxes socials també han contribuït a la fama d'alguna celebritat, com Tila Tequila, que es va fer coneguda a través de MySpace.

## Accés restringit
L'accés a les celebritats està estrictament controlat pel seu seguici de personal, que inclou gerents, publicistes, agents, assistents personals i guardaespatlles. També als periodistes els resulta difícil accedir a celebritats per a entrevistes. Una entrevista amb l'escriptor i actor Michael Musto cita:
| «                | Has de passar per molts cercles només per parlar amb una gran celebritat. Has de superar tres grups diferents de publicistes: el publicista de l'esdeveniment, el publicista de la pel·lícula i després el publicista personal de la celebritat. Tots han d'aprovar-ho. | » |
| — Michael Musto, | |   |

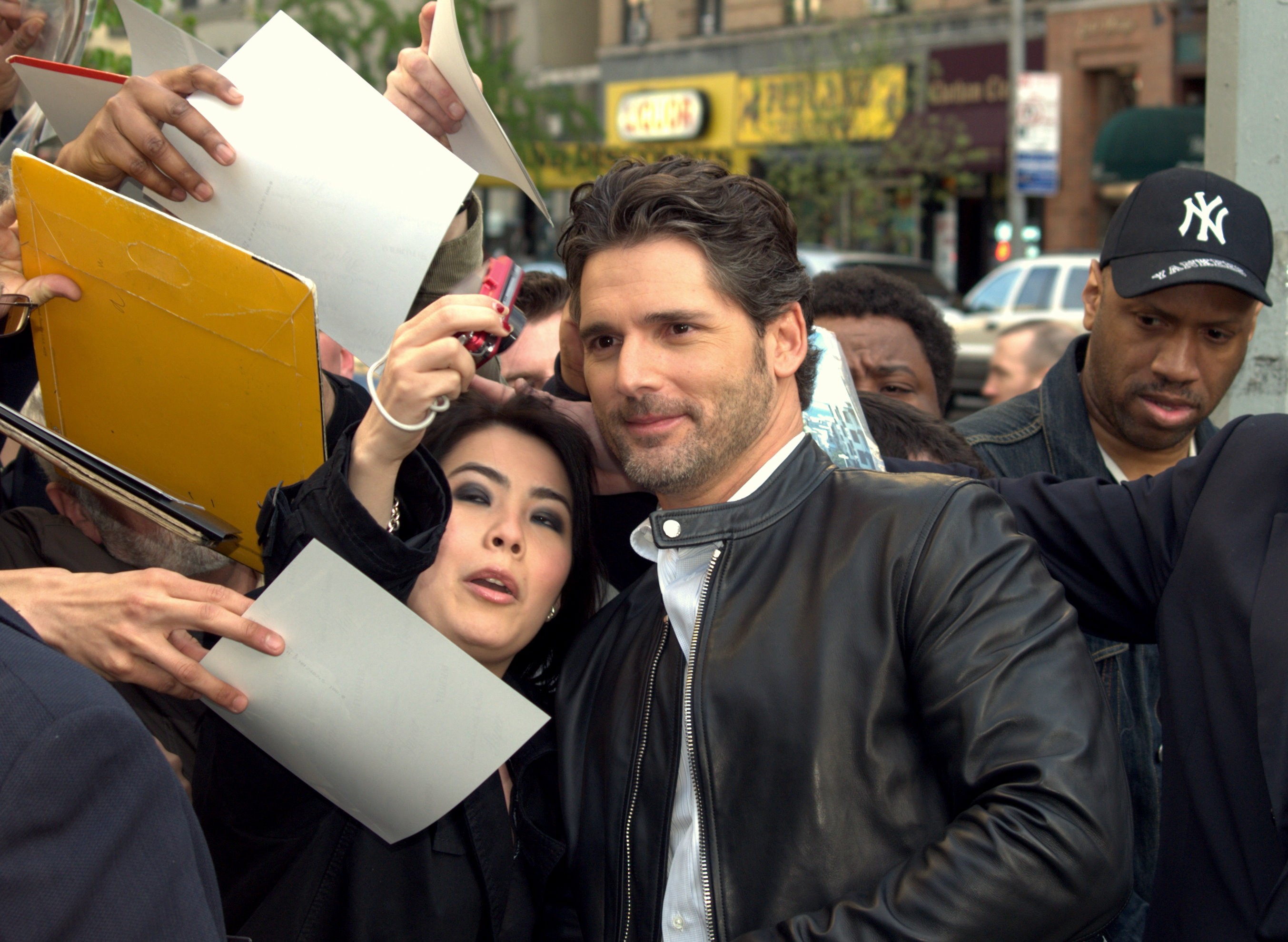
L'actor Eric Bana signant un autògraf a un grup de fans l'any 2009 al Tribeca Film Festival.

Les celebritats sovint contracten un o més guardaespatlles per protegir-se a ells mateixos i les seves famílies d'amenaces que van des del mundà —fotògrafs intrusos de paparazzi o fanàtics que cerquen autògrafs— fins greus —assalt, segrest, assassina . El guardaespatlles viatja amb la celebritat durant les activitats professionals —rodatges de pel·lícules o concerts— i activitats personals com la diversió i les compres. Aquests personatges també acostumen a tenir personal de seguretat en les seves llars per protegir-los d'amenaces similars.

## Implicacions de salut
John Cleese va dir què ser famós ofereix alguns avantatges com ara riquesa financera i un accés més fàcil a coses que són més difícils per a persones no famoses, com la capacitat de conèixer més fàcilment a altres persones famoses o poderoses, però que ser famós també acostuma a venir amb el desavantatge de crear les condicions en què la celebritat es troba actuant, almenys temporalment —encara que de vegades períodes prolongats—, d'una manera superficial, i no autèntica.
Les amenaces comunes com l'aguait han generat la síndrome de culte a les celebritats, en el que una persona s'involucra massa amb els detalls de la vida personal d'una celebritat. Els psicòlegs han indicat que encara que moltes persones s'obsessionen amb les estrelles del cinema, la televisió, l'esport i la música, la disparitat als salaris en la societat sembla valorar els atletes professionals i als de la indústria de l'entreteniment. Un estudi va trobar que cantants, músics, actors i atletes moren més joves de mitjana que escriptors, compositors, acadèmics, polítics i empresaris, amb una més gran incidència de càncer i especialment càncer de pulmó. Tanmateix, es va remarcar que les raons per a això continuaven sense estar clares, amb teories que incloïen tendències innates cap a l'assumpció de riscs, així com la pressió o oportunitats de tipus particulars de la fama.A més a més, alguns han dit que la fama podria tenir efectes psicològics negatius, i pot conduir a tendències i psicopatia cada vegada més egoistes.
Recentment, s'ha prestat més atenció a l'impacte que les celebritats tenen en les decisions de salut de la població en general. Es creu que el públic seguirà en certa manera els consells de salut de les celebritats. Això pot ser un impacte positiu quan les celebritats donen consells de salut sòlids i basats en l'evidència, tanmateix, també pot tenir efectes perjudicials si els consells de salut no són prou precisos.